# آمبرا گوتیرز
آمبرا باتیلانا گوتیرز (به ایتالیایی: Ambra Battilana Gutierrez) (زاده ۱۵ مه ۱۹۹۲) مدل ایتالیایی است که در سال ۲۰۱۰ به عنوان دختر شایسته استان پیمونت، و فینالیست دختر شایسته ایتالیا انتخاب شد. گوتیرز به دلیل نقش مهمی که در افشای پرونده‌های سوءاستفاده جنسی هاروی واینستین داشت مورد توجه رسانه‌ها قرار گرفت.

## زندگی
آمبرا از پدری ایتالیایی و یونانی و مادری فیلیپینی و اسپانیایی در شهر تورین ایتالیا به دنیا آمد. وی در ۱۸ سالگی بعد از حضور در مسابقات ملکه زیبایی ایتالیا به یک مهمانی در خانه سیلویو برلوسکونی نخست‌وزیر ایتالیا دعوت شد. او بعد از اینکه متوجه شد دختران زیر سن قانونی در این مهمانی به عنوان روسپی حضور دارند فوراً محل را ترک کرد و موضوع را به اطلاع دادستانی ایتالیا رساند. بعد از آن شبکه‌های تلویزیونی و روزنامه‌های ایتالیا او را به عنوان یک دختر روسپی معرفی کردند و او مجبور شد از کشورش خارج شود و حتی نام خانوادگی خود را از باتیلانا به گوتیرز تغییر داد.
سال ۲۰۱۵ وقتی برای یک پیشنهاد شغلی به دفتر هاروی واینستین تهیه‌کننده معروف سینمای آمریکا رفته بود مورد تعرض واینستین قرار گرفت. وی همان روز پلیس را در جریان گذاشت و روز بعد با یک شنود به ملاقات واینستین رفت تا مستندات قانونی برای ادعای خود تهیه کند. او در آن زمان هنوز کاملاً به انگلیسی مسلط نبود و با وجود تهیه مدارک صوتی نتوانست اتهام واینستین را ثابت کند. بعد از اینکه گوتیرز مدارک خود را منتشر کرد نشریات زرد مطالب منفی بسیاری در مورد او منتشر کردند و او دیگر نتوانست هیج پیشنهاد شغلی مدلینگ دریافت کند و در نهایت یک پیمان‌نامه عدم افشا با واینستین امضا کرد. بعد از آن واینستین اعلام کرد که این دختر برای گرفتن نقش در فیلم از او اخاذی کرده است. وقتی ادعای واینستین در رسانه‌ها منتشر شد گوتیرز به قدری در آمریکا بدنام شد که ناچار به فیلیپین رفت و در آنجا با Humanility یک موسسه خیریه محلی برای کمک به کودکان بی‌سرپرست همکاری کرد.
سال ۲۰۱۷ بود که اتهامات تعرض جنسی هاروی واینستین در رسانه‌های اصلی آمریکا علنی شد و پرونده واینستاین با شکایت دهها زن به دادگاه رفت. در آن زمان از آمبرا گوتیرز به عنوان اولین کسی که از واینستین شکایت کرده بود برای شرکت در دادگاه دعوت شد و واینستین در نهایت به ۲۳ سال حبس محکوم شد.

## فعالیت اجتماعی
آمبرا گوتیرز فعالیت‌های اجتماعی و انسان‌دوستانه نیز دارد. وی عضو شورای رهبری مدل الیانس است، سازمانی که برای بهبود وضعیت کاری مدل‌ها تلاش می‌کند و با سازمان‌هایی چون افق امن (Safe Horizon) سازمان حامی بزه‌دیدگان و قربانیان جرایم خشن در آمریکا و Humanility موسسه خیریه حامی کودکان بی‌سرپرست در فیلیپین همکاری نزدیک دارد.
گوتیرز اولین هنرمند بین‌المللی بود که از موج افشای آزار و تجاوز جنسی در ایران حمایت کرد. وی در ویدئویی که یک موسسه حقوقی ایرانی و یک شرکت رسانه آمریکایی تولید کرده‌اند داستان خود را با زنان ایرانی در میان گذاشت.